# Gemeine Raubfliege

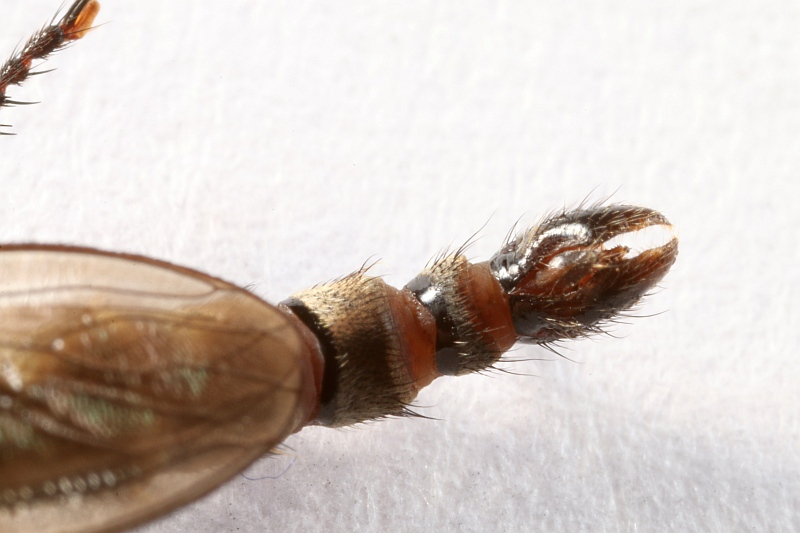
Hinterleib eines Männchens

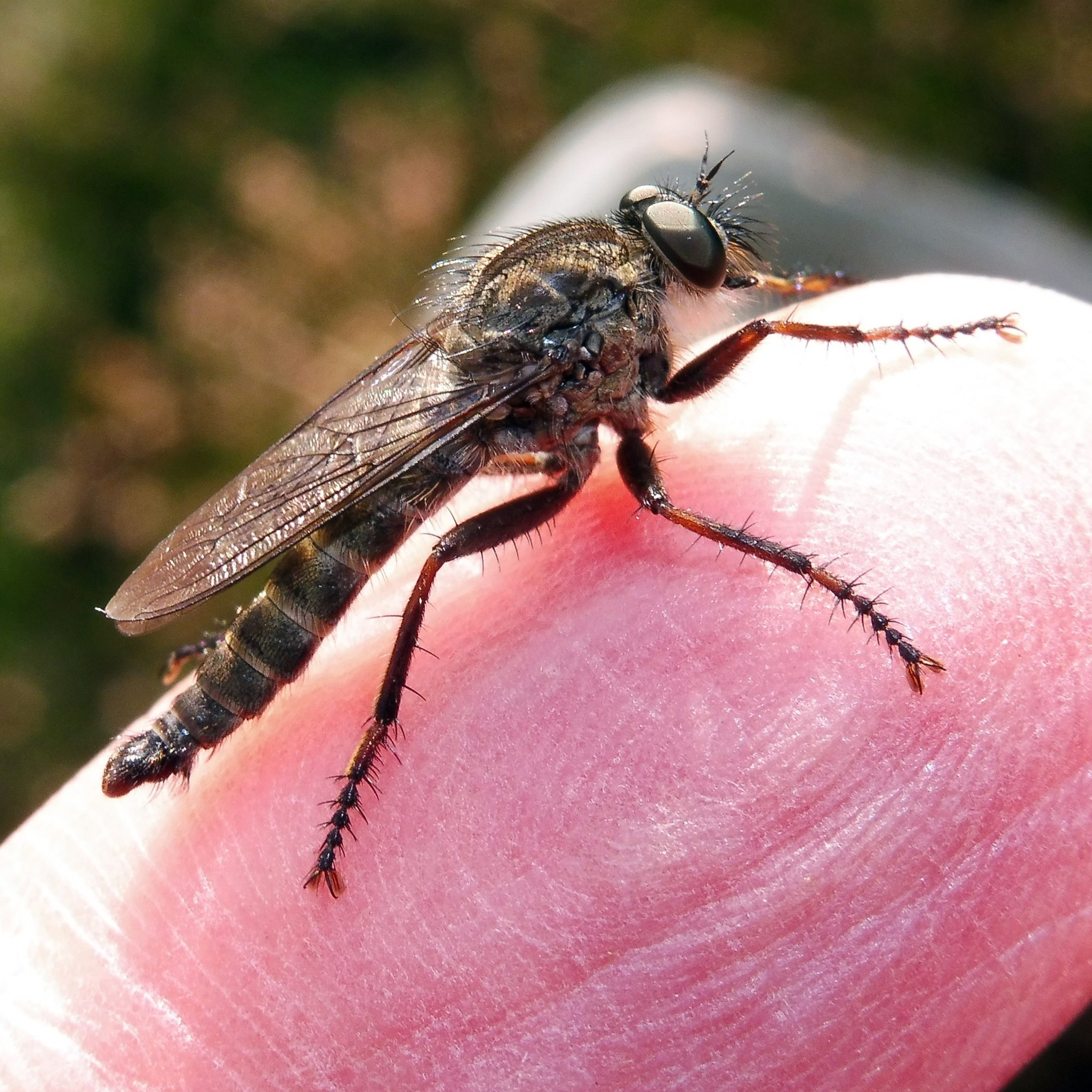
Ein Exemplar in der typischen Wartestellung

Die Gemeine Raubfliege (Tolmerus atricapillus, Syn.: Machimus atricapillus) ist eine Art der Raubfliegen und paläarktisch verbreitet. In Deutschland ist sie in den meisten Gegenden die häufigste Raubfliege.

## Merkmale
Tolmerus atricapillus wird etwa 14–18 mm lang. Es handelt sich um eine mittelgroße, graubraun gefärbte Raubfliege, mit dem für Raubfliegen typischen Habitus. Die Weibchen dieser Art können mit anderen Weibchen der Gattung Tolmerus verwechselt werden. Eine sichere Bestimmung der Weibchen ist meist nur durch ein Präparieren des Genitalapparats (Ovipositor) möglich. Die Männchen dieser Art besitzen neben der sehr ähnlichen Tolmerus calceatus (Fuchsrote Raubfliege) eine doppelspitzige Verlängerung des letzten Sternits.

## Verbreitung und Lebensraum
Die Art ist paläarktisch verbreitet. Sie lebt in weiten Teilen Europas, vor allem in Mitteleuropa, Osteuropa, dem südlichen Skandinavien und nach Osten hin bis Asien, wo sie beispielsweise in Russland vorkommt. Auch aus Teilen Südeuropas liegen Sichtungen vor, beispielsweise aus Griechenland. Ebenfalls nachgewiesen wurde sie auf den Kanarischen Inseln.
Tolmerus atricapillus ist von der planaren bis zur subalpinen Höhenstufe, etwa 2000 m über NN vertreten. Sie bewohnt zahlreiche verschiedene Lebensräume, wie lichte Wälder, Waldränder, Streuobstwiesen, Wiesen, Wegränder, Sandheiden und Ödland. Bei der Wahl ihrer Habitate ist die Art anspruchslos, besiedelt sowohl feuchte als auch trockene Lebensräume und kann sogar in Städten gefunden werden. In Deutschland besiedelt sie alle naturräumlichen Großlandschaften und ist in den nördlichen und zentralen Teilen Deutschlands die häufigste Raubfliegenart. Auch im südlichen Deutschland ist die Art weit verbreitet und meist regelmäßig bis häufig zu finden.

## Lebensweise
Adulte Tiere fliegen von Mai bis Oktober, am häufigsten finden sie sich jedoch in den späten Sommermonaten, von Juli bis September. Bei milden klimatischen Verhältnissen können Individuen auch noch Anfang November gefunden werden. Sie sitzen oft auf ihren Ansitzwarten und lauern dort auf vorbeifliegende Beute. Dazu gehören andere Fliegen, Heuschrecken und selbst kleinere Bienen und Wespen. Die Beutetiere werden im Flug überwältigt, mit dem Rüssel angestochen und ausgesaugt. Als Ansitzwarten dienen beispielsweise Holzstöße, exponierte Blätter und Steine, der offene Boden, auf dem Boden liegende Äste und Zweige, besonnte Baumstämme oder Grashalme, die sich bevorzugt an Waldlichtungen oder an blütenreichen Wegrändern befinden. Sich paarende Tiere fliegen gemeinsam in sogenannter Oppositionsstellung umher. Die Eiablage erfolgt in der Vegetation, beispielsweise in Blattachseln oder vertrockneten Knospenschuppen. Die Larven leben ebenfalls räuberisch von Insekten, unter anderem von Käferlarven.